# UTC−11

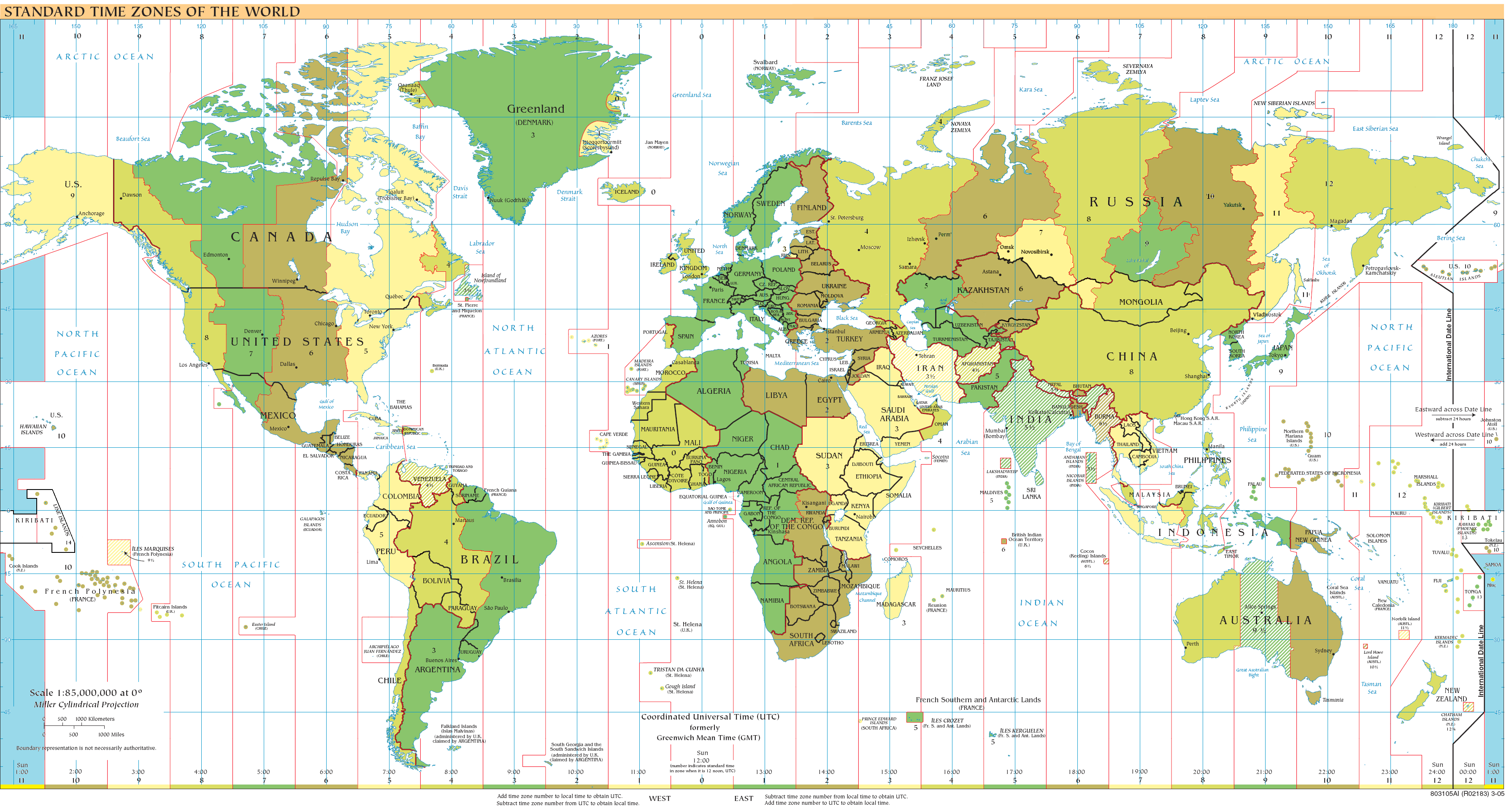
aan land
op zee

UTC−11 is de tijdzone voor:
- Niuetijd (NUT)
- Samoa-standaardtijd (SST)
- Tokelautijd (TKT)

## Landen en gebieden zonder zomertijd
Landen en gebieden zonder zomertijd zijn op het noordelijk halfrond (*) of het zuidelijk halfrond (**):
- Nieuw-Zeeland
  - Niue**
  - Tokelau**
- Verenigde Staten
  - Amerikaans-Samoa**
  - Midway*

Er zijn geen gebieden die UTC−11 als standaardtijd hebben en zomertijd kennen.